# Reece Oxford
Reece Joel Oxford (* 16. Dezember 1998 in Enfield, London) ist ein englischer Fußballspieler.

## Karriere

### Im Verein
Oxford wechselte im Jahr 2011 von Tottenham Hotspur in die Jugend von West Ham United. Für deren erste Mannschaft debütierte er am 9. August 2015 im Alter von 16 Jahren und 198 Tagen bei einem 2:0-Auswärtssieg gegen den FC Arsenal in der Premier League. Im Dezember 2016 verlängerte er seine Vertragslaufzeit bis zum 30. Juni 2021.
Ende Januar 2017 wurde er bis zum Saisonende an den Zweitligisten FC Reading ausgeliehen. Dort kam er wegen einer Knöchelverletzung nur selten zum Einsatz.
Zur Saison 2017/18 kehrte Oxford nicht zu West Ham United zurück, sondern wurde in die Bundesliga zu Borussia Mönchengladbach verliehen. Dort kam er in drei Bundesliga- und einer DFB-Pokal-Partie zum Einsatz. Im Dezember signalisierte Borussia Mönchengladbach Interesse, Oxford in der Wintertransferperiode fest zu verpflichten. Am 29. Dezember beendete West Ham United das Leihgeschäft mittels einer Klausel, sodass Oxford zum 1. Januar 2018 nach London zurückkehrte. Am 16. Januar 2018 kam er beim 1:0-Sieg gegen Shrewsbury Town in der dritten Runde des FA Cups zu seinem ersten Einsatz nach seiner Rückkehr.
Nach einem weiteren FA-Cup- und einem Premier-League-Einsatz kehrte Oxford am 31. Januar 2018 auf Leihbasis bis zum Saisonende zu Borussia Mönchengladbach zurück. Nach weiteren vier Bundesligaeinsätzen verließ er den Verein erneut und kehrte zur Saison 2018/19 zu West Ham United zurück und kam lediglich in der U21 zum Einsatz.
Am 31. Januar 2019 kehrte Oxford in die Bundesliga zurück und schloss sich bis zum Saisonende auf Leihbasis dem FC Augsburg an. Er spielte achtmal in der Liga und einmal im Pokal. Nach der Heimkehr nach England absolvierte der Verteidiger einen Teil der Saisonvorbereitung mit den Hammers, ehe der FC Augsburg ihn Anfang August 2019 schließlich fest verpflichtete und mit einem Vierjahresvertrag ausstattete. Am 17. Oktober 2021 gelang ihm im Bundesligaspiel gegen Arminia Bielefeld per Kopfball sein erster Bundesligatreffer und damit auch sein erstes Tor für den FC Augsburg überhaupt. Anfang November 2021 verlängerte der FC Augsburg den Vertrag mit Reece Oxford vorzeitig bis 2025. Danach verließ er den Verein.
Seit dem Spätsommer 2022 kämpft Oxford gegen die Langzeitfolgen der Corona-Krankheit. Am 22. November 2022 gab er im Heimspiel gegen den VfL Bochum (0:1) sein Comeback, kam danach allerdings zu keinem weiteren Bundesligaeinsatz. Am 17. März 2023 stand er für die U23 des FCA gegen Wacker Burghausen (3:1) in der Startelf. Anschließend erlitt er jedoch einen erneuten gesundheitlichen Rückschlag und befindet sich weiterhin in ärztlicher Behandlung.

### In der Nationalmannschaft
Oxford durchläuft seit Oktober 2013 die Nachwuchsteams der FA.